# Lauri Virtanen
Lauri Johannes Virtanen, noto anche come Lasse Virtanen (Uskela, 3 agosto 1904 – Turku, 9 febbraio 1982), è stato un mezzofondista e maratoneta finlandese.
Fu medaglia di bronzo nei 5 000 e 10 000 metri ai Giochi olimpici di Los Angeles 1932. Nel 1934 si piazzò quarto nei 10 000 metri ai campionati europei di atletica leggera.

## Palmarès
| Anno | Manifestazione  | Sede        | Evento       | Risultato | Prestazione | Note |
| ---- | --------------- | ----------- | ------------ | --------- | ----------- | ---- |
| 1932 | Giochi olimpici | Los Angeles | 5000 m       | Bronzo    | 14'44"0     |      |
| 1932 | Giochi olimpici | Los Angeles | 10 000 metri | Bronzo    | 30'35"0     |      |
| 1932 | Giochi olimpici | Los Angeles | Maratona     | dnf       | dnf         |      |
| 1934 | Europei         | Torino      | 5 000 metri  | 4º        | 14'47"6     |      |